# Piero Dardanello
Piero Dardanello (Mondovì, 25 maggio 1935 – Torino, 18 gennaio 2001) è stato un giornalista italiano.

## Biografia
Dopo gli anni di noviziato alla Gazzetta di Mondovì, settimanale della sua città, intraprende l'attività giornalistica come corrispondente di Tuttosport prima e, successivamente, de La Gazzetta dello Sport. Nel 1963 si trasferisce in Liguria, a Genova, con l'incarico di responsabile della sede ligure della Gazzetta.
Nel 1967 segue il suo maestro Gianni Brera a Il Giorno, rimanendovi fino al 1975. Trasferitosi al Corriere d'Informazione, nel 1979 diventa il vice del direttore di Cesare Lanza a Contro. L'anno dopo intraprende l'avventura de L'Occhio, diretto da Maurizio Costanzo, che lascerà alla cessazione delle pubblicazioni per rientrare a Genova come condirettore de Il Lavoro.
Il 1º settembre 1982 diventa direttore di Tuttosport, subentrando a Pier Cesare Baretti. Dardanello rivoluziona il quotidiano sportivo torinese, con innovazioni grafiche e "scoop" che lasciano il segno; mantiene la carica fino al 1993, quando lascia la direzione per diventare editorialista dello stesso giornale. Nel contempo, fonda una casa editrice che si ispira al suo nome, Dardapress, la quale cura, tra le altre, le riviste ufficiali delle due maggiori società calcistiche torinesi, Hurrà Juventus e Alè Toro.

## Premio giornalistico Piero Dardanello
Nel 2004, in occasione del terzo anniversario della scomparsa, la famiglia Dardanello e l'Unione Sportiva Dilettantistica Tre Valli hanno deciso di promuovere un premio giornalistico intitolato a Piero Dardanello, rivolto alle migliori "penne" emergenti del giornalismo sportivo, al di sotto dei 40 anni di età, e suddiviso in due categorie, "nazionale" e "regionale". Il premio viene tradizionalmente assegnato nel mese di maggio a Mondovì.
Dal 2011, il premio si giova del patrocinio dell'Unione Stampa Sportiva Italiana, sezione Piemonte. Nel 2014, il premio giornalistico raggiunge un ulteriore traguardo con la costituzione di un'associazione nel nome dell'ex direttore di Tuttosport, l'associazione Piero Dardanello, presieduta da Sandro Dardanello e con l'obiettivo, tra gli altri compiti, di organizzare ogni anno il premio giornalistico Piero Dardanello.

### La giuria

#### L'attuale composizione
Ad assegnare il riconoscimento, una giuria specialistica presieduta da Guido Vaciago (Tuttosport) e composta dal vicepresidente Pier Bergonzi (La Gazzetta dello Sport), dal coordinatore Michele Pianetta e dai giurati Roberto Beccantini, che riveste anche la carica di presidente onorario, Federico Calcagno (Rai), Marco Volpe (L'Unione Monregalese), Sandro Dardanello, Paolo De Paola, Federico Ferri (Sky Sport), Xavier Jacobelli, Matteo Marani (Sky Sport), Fabio Monti, Vittorio Oreggia (La Presse), Giancarlo Padovan, Gianni Scarpace (Provincia granda) e Lorenzo Tanaceto (La Stampa).

#### Le modifiche statutarie del 2011
A partire dall'edizione 2011, lo statuto del premio giornalistico stabilisce che il presidente pro-tempore della giuria è il direttore di Tuttosport, mentre sono membri di diritto della giuria il direttore di Tuttosport immediatamente precedente, nonché i responsabili delle redazioni sportive dei settimanali locali Provincia granda e L'Unione Monregalese. Gli altri membri della giuria sono designati dalla famiglia Dardanello.

#### Le modifiche statutarie del 2012
In concomitanza con l'edizione 2012, la giuria si allarga anche a La Gazzetta dello Sport: lo statuto del premio giornalistico, infatti, introduce la condizione secondo cui il direttore de La Gazzetta dello Sport designi a rappresentare il quotidiano un giornalista dello stesso, il quale entra a far parte della giuria con la carica di vicepresidente. Nel 2012, quale primo rappresentante de La Gazzetta dello Sport in giuria, viene scelto il caporedattore centrale Pier Bergonzi.

#### Le modifiche statutarie del 2016
Nel 2016, la giuria presieduta da Paolo De Paola delibera di istituire, a partire dall'edizione numero 13, un premio speciale alla carriera. Primo vincitore, lo storico caporedattore centrale di Tuttosport, Gianni De Pace.

#### I presidenti della giuria
- Roberto Beccantini, 2004-2010
- Paolo De Paola, 2011-2012
- Vittorio Oreggia, 2013-2015
- Paolo De Paola, 2016-2017
- Xavier Jacobelli, 2018-2022
- Guido Vaciago, in carica

### L'Albo d'oro

#### Sezione nazionale
| Ediz. | Anno | Vincitore                  | Testata                       |
| ----- | ---- | -------------------------- | ----------------------------- |
| 1     | 2004 | Emilio Marrese             | la Repubblica                 |
| 2     | 2005 | Matteo Marani              | Guerin Sportivo               |
| 3     | 2006 | Francesco De Luca          | Il Mattino                    |
| 4     | 2007 | Furio Zara                 | Corriere dello Sport - Stadio |
| 5     | 2008 | Guido Boffo                | La Stampa                     |
| 6     | 2009 | Valentina Ballarini        | Sportitalia                   |
| 7     | 2010 | Federico Ferri             | Sky Sport                     |
| 8     | 2011 | Malcom Pagani              | l'Espresso                    |
| 9     | 2012 | Giulia Zonca               | La Stampa                     |
| 10    | 2013 | Arianna Ravelli            | Corriere della Sera           |
| 11    | 2014 | Alessandro Antinelli       | Rai                           |
| 12    | 2015 | Giuseppe De Bellis         | il Giornale                   |
| 13    | 2016 | Marco Iaria                | La Gazzetta dello Sport       |
| 14    | 2017 | Riccardo Trevisani         | Sky Sport                     |
| 15    | 2018 | Francesco Saverio Intorcia | la Repubblica                 |
| 16    | 2019 | Alessandra Gozzini         | La Gazzetta dello Sport       |
| 17    | 2020 | Federica Lodi              | Sky Sport                     |
| 18    | 2021 | Giuseppe Pastore           | Il Foglio                     |
| 19    | 2022 | Luca Bianchin              | La Gazzetta dello Sport       |
| 20    | 2023 | Giorgio Marota             | Corriere dello Sport - Stadio |
| 21    | 2024 | Sergio Arcobelli           | Il Messaggero                 |
| 22    | 2025 | Mario Giunta               | Sky Sport                     |

#### Sezione regionale
| Ediz. | Anno | Vincitore          | Testata                 |
| ----- | ---- | ------------------ | ----------------------- |
| 1     | 2004 | Giorgio Pasini     | Tuttosport              |
| 2     | 2005 | Alessandro Alciato | La Stampa               |
| 3     | 2006 | Elvira Erbì        | Tuttosport              |
| 4     | 2007 | Andrea Parodi      | La Stampa               |
| 5     | 2008 | Valerio Clari      | La Gazzetta dello Sport |
| 6     | 2009 | Gianluca Oddenino  | La Stampa               |
| 7     | 2010 | Luigi Guelpa       | il Giornale             |
| 8     | 2011 | Timothy Ormezzano  | la Repubblica           |
| 9     | 2012 | Federico Ferrero   | Eurosport               |
| 10    | 2013 | Paolo Aghemo       | Sky Sport               |
| 11    | 2014 | Jacopo D'Orsi      | La Stampa               |
| 12    | 2015 | Stefano Lanzo      | Tuttosport              |
| 13    | 2016 | Paolo Maggioni     | Rai                     |
| 14    | 2017 | Filippo Cornacchia | Tuttosport              |
| 15    | 2018 | Nicola Gallo       | Videogruppo             |
| 16    | 2019 | Niccolò Mello      | il Biellese             |
| 17    | 2020 | Alberto Dolfin     | La Stampa               |
| 18    | 2021 | Silvia Campanella  | Tuttosport              |
| 19    | 2022 | Alberto Zanello    | LaPresse                |
| 20    | 2023 | Luca Lovelli       | Il Secolo XIX           |
| 21    | 2024 | Gian Luca Sartori  | Corriere della Sera     |
| 22    | 2025 | Andrea Piva        | Tuttosport              |

#### Premio alla carriera
| Ediz. | Anno | Vincitore            | Testata                     |
| ----- | ---- | -------------------- | --------------------------- |
| 1     | 2016 | Gianni De Pace       | Tuttosport                  |
| 2     | 2017 | Franco Arturi        | La Gazzetta dello Sport     |
| 3     | 2018 | Fabio Monti          | Corriere della Sera         |
| 4     | 2019 | Novella Calligaris   | Rai                         |
| 5     | 2020 | Gianni Romeo         | La Stampa                   |
| 6     | 2021 | Gian Paolo Ormezzano | Corriere della Sera         |
| 7     | 2022 | Emanuele Dotto       | Rai                         |
| 8     | 2023 | Franco Esposito      | Corriere dello Sport-Stadio |
| 9     | 2024 | Gigi Garanzini       | La Stampa                   |
| 10    | 2025 | Beppe Conti          | Rai                         |